# Apostolska nunciatura v Malaviju
Apostolska nunciatura v Malaviju je diplomatsko prestavništvo (veleposlaništvo) Svetega sedeža v Malaviju.
Trenutni (januar 2025) apostolski nuncij je Gian Luca Perici.

## Seznam apostolskih nuncijev
- Alfredo Poledrini (21. maj 1966–20. september 1971)
- Luciano Angeloni (24. december 1970–25. november 1978)
- Giorgio Zur (5. februar 1979–3. maj 1985)
- Eugenio Sbarbaro (14. september 1985–7. februar 1991)
- Giuseppe Leanza (4. junij 1991–29. april 1999)
- Orlando Antonini (24. julij 1999–16. november 2005)
- Nicolas Girasoli (24. januar 2006–29. oktober 2011)
- Julio Murat (6. junij 2012–24. marec 2018)
- Gianfranco Gallone (8. maj 2019–3. januar 2023)
- Gian Luca Perici (5. junij 2023–danes)